# Região Geográfica Intermediária de Barra do Garças
A Região Geográfica Intermediária de Barra do Garças é uma das cinco regiões intermediárias do estado brasileiro de Mato Grosso e uma das 134 regiões intermediárias do Brasil, criadas pelo Instituto Brasileiro de Geografia e Estatística (IBGE) em 2017. É composta por 30 municípios, distribuídos em três regiões geográficas imediatas.
Sua população total estimada pelo Instituto Brasileiro de Geografia e Estatística (IBGE) para 1º de julho de 2018 é de 336 762 habitantes, distribuídos em uma área total de 201 027,195 km².
Barra do Garças é o município mais populoso da região intermediária, com 60 661 habitantes, de acordo com estimativas de 2018 do Instituto Brasileiro de Geografia e Estatística (IBGE).

## Regiões geográficas imediatas
| Região geográfica imediata                       | Municípios | População Estimativa 2018 | Área (km²)  |
| ------------------------------------------------ | --- | ------------------------- | ----------- |
| Região Geográfica Imediata de Confresa-Vila Rica | Alto Boa Vista Bom Jesus do Araguaia Canabrava do Norte Confresa Luciara Novo Santo Antônio Porto Alegre do Norte Santa Cruz do Xingu Santa Terezinha São Félix do Araguaia São José do Xingu Serra Nova Dourada Vila Rica | 120 391                   | 73 601,994  |
| Região Geográfica Imediata de Barra do Garças    | Araguaiana Barra do Garças General Carneiro Nova Xavantina Novo São Joaquim Pontal do Araguaia Ponte Branca Ribeirãozinho Torixoréu                                                                                        | 109 937                   | 36 421,361  |
| Região Geográfica Imediata de Água Boa           | Água Boa Campinápolis Canarana Cocalinho Gaúcha do Norte Nova Nazaré Querência Ribeirão Cascalheira | 106 434                   | 91 003,840  |
| Total                                            | 30 | 336 762                   | 201 027,195 |